# Katja Timgren
Katja Josefin Timgren, född 8 augusti 1981 i Ålidhems församling, Västerbottens län, är en svensk författare. Hen är utbildad skrivpedagog och verksam som texthandledare på Bollnäs folkhögskola. 2004 prisades den för sin debutbok Det jag inte säger.

## Biografi
Katja Timgren växte upp i byn Norum, norr om Umeå. Där fanns varken affär eller bussförbindelser. I äldre tonåren flyttade Timgren hemifrån och började studera på skrivarlinjen på Bollnäs folkhögskola. Hen läste på skolan i tre års tid, och Timgren säger själv att det var alla kvinnorna på folkhögskolan som lärde hen att skriva.
Timgren bor numera i Göteborg.

## Författargärning
För sin debutroman Det jag inte säger tilldelades Timgren litteraturpriset Slangbellan för bästa barn- och ungdomsdebut 2004. Boken handlar om den tystlåtna Jenny som, när den nya tjejen Kristina börjar i samma klass, kommer till insikt om att hon inte blir kär i killar utan i tjejer.
Vuxenromanen Ingenting har hänt handlar om Julia, som återvänder till föräldrahemmet i en norrländsk kustby där minnen från hennes barndom kommer tillbaka. Boken handlar även om utanförskap och att växa upp i en känsla av instängdhet, och om en dämpad frigörelseprocess.
I sin tredje roman Tusen bitar saknas prövar Timgren ett nytt litterärt grepp. Det går inte att i boken utläsa vad huvudpersonen har för kön.

## Priser och utmärkelser
- Slangbellan 2004